# Brandon Bochenski
Brandon Louis Bochenski (Blaine, 4 aprile 1982) è un hockeista su ghiaccio statunitense naturalizzato kazako.

## Carriera
In NHL ha indossato le casacche di Ottawa Senators (2005-2006), Chicago Blackhawks (2005-2006, 2006-2007), Boston Bruins (2006-2008), Anaheim Ducks (2007-2008), Nashville Predators (2007-2008) e Tampa Bay Lightning (2008-2009, 2009-2010).
In AHL ha giocato con Binghamton Senators (2004-2006) e Norfolk Admirals (2005-2007, 2008-2009, 2009-2010).
Dalla stagione 2010-2011 milita in KHL con il Barys Astana. Al termine della stagione 2016-2017 ha annunciato il ritiro, per dedicare più tempo alla famiglia, ma dopo una stagione di stop è tornato a vestire la maglia del Barys.
In ambito internazionale ha preso parte ai mondiali di hockey su ghiaccio del 2007 con la rappresentativa statunitense e a quelli del 2016 e del 2017 con la nazionale kazaka.